# حاج میرزا علی نقی ناظم‌الاملاک
میرزا علی‌نقی ناظم الاملاک از سیاستمداران ایرانی بود، که در دوره نخست بعنوان نماینده مشهد در مجلس شورای ملی حضور داشت.